# Merope (Mutter des Pandareos)
Merope (altgriechisch Μερόπη Merópē) ist eine Person der griechischen Mythologie.
Sie ist von Hermes die Mutter des Pandareos und dadurch Großmutter der Pandareos-Tochter Merope, der Aëdon und der Kleothera.